# SolidWorks
SolidWorks este un software de proiectare asistată de calculator (CAD) și inginerie asistată de calculator (CAE) dezvoltat de Dassault Systèmes. Este utilizat pe scară largă în diverse industrii pentru modelarea 3D, simulare și proiectare. 
SolidWorks funcționează pe un principiu de proiectare parametrică, permițând utilizatorilor să creeze modele care se actualizează automat atunci când parametrii lor se modifică. Această caracteristică sporește eficiența modificărilor de proiectare. Utilizatorii pot crea modele 3D complexe cu ușurință, utilizând o bibliotecă de șabloane și componente predefinite pentru a eficientiza procesul de proiectare. Software-ul include capabilități robuste de simulare care permit inginerilor să testeze proiecte în diferite condiții, identificând potențiale defecte înainte ca prototipurile fizice să fie construite.